# Hallasjön (Burseryds socken, Småland)
Hallasjön är en sjö i Gislaveds kommun i Småland och ingår i Nissans huvudavrinningsområde. Sjön är 6,7 meter djup, har en yta på 0,375 kvadratkilometer och är belägen 157,4 meter över havet.

## Delavrinningsområde
Hallasjön ingår i det delavrinningsområde (635181-135012) som SMHI kallar för Utloppet av Sävsjön. Avrinningsområdets medelhöjd är 166 meter över havet och ytan är 5,87 kvadratkilometer. Räknas de 7 delavrinningsområdena uppströms in blir den ackumulerade arean 84,56 kvadratkilometer. Kilan (Västerån) som avvattnar avrinningsområdet har biflödesordning 2, vilket innebär att vattnet flödar genom totalt 2 vattendrag innan det når havet efter 93 kilometer. Delavrinningsområdet består mestadels av skog (62 procent). Avrinningsområdet har 1,82 kvadratkilometer vattenytor vilket ger det en sjöprocent på 31 procent.